# Peterborough (Anglia)
Peterborough város az Egyesült Királyságban, Közép-Angliában, Cambridgeshire grófságban. Lakossága 184 ezer fő volt 2011-ben.
Püspöki székhely. A székesegyház, amely nagyrészt a 12-13. században épült, az ország egyik legszebb fennmaradt román kori épülete.